# FMR-аналіз
FMR (абревіатура від англ. Fastest Medium Rare — швидко, середньо, повільно) — аналіз товарного асортименту за частотою звернень.
Іноді також застосовуються терміни: FSN (англ. Fast Moving, Slow moving, Non Moving) і FNS(англ. Fast Moving, Normal Moving, Slow Moving)
В управлінні збутом «міра затребуваності» товар або частота звернень за тими чи іншими предметами, які використовуються в маркетингових стратегіях управління (гасло «у нас є всі»). В управлінні запасами FMR застосовують для визначення місця складування запасів, так найбільш часто запитувані («швидкі» — швидкі) позиції розташовують ближче до зон комплектації.
За частотою звернень асортимент зазвичай розбиваються на три групи:
- категорія F — найбільш часто запитувані товари (80 % від загальної кількості);
- категорія M — менш часто запитувана категорія продуктів (15 % від звернень);
- категорія R — рідко запитувана продукція (решта 5 %).

Групи зазвичай визначають, використовуючи Закон Парето 80 %, 15 % і 5 %. У застосуванні цього закону дана класифікація «математично» схожа з ABC-аналізом при використанні в якості критерію частоти операцій з товаром (стандартно в «ABC» аналізується вартість). Процентне співвідношення груп можна підбирати самостійно виходячи зі статистики руху товару.